# ワイン殺人事件25歳の夏
『ワイン殺人事件25歳の夏』（ワインさつじんじけん25さいのなつ）はNHKの「ドラマ新銀河」で1995年10月23日から11月16日でで放送されたテレビドラマ。放送期間は、原作は黒崎緑の推理小説「ワイングラスは殺意に満ちて」。（11月1日は津波注意報関連で番組休止。放送予定は翌日に振替。11月9日放送予定分は特別編成で放送時間を若干ずらして11月10日金曜20時50分 - 21時10分に放送された。）

## あらすじ
主人公は大阪のフランス料理店につとめるソムリエ見習い。そんな彼女の周囲に次々と殺人事件が起こる。その死体の近くにはいつもワインがあった。

## キャスト
- 高岡早紀
- 藤竜也
- 夏木マリ
- 黒田アーサー
- 竜雷太
- 奥菜恵
- 國村隼
- 鰐淵晴子
- 山西惇
- 山本太郎
- 河原崎長一郎
- 加藤登紀子
- 秋野太作

## スタッフ
- 脚本 - 小林政広[1]
- 音楽 - 千住明[1]
- 主題歌 - 「明日のわたしのために」斉藤祐紀
- 制作統括 - 八木雅次[1]
- 美術 - 加藤隆弘[1]
- 技術 - 皿井良雄、松野実[1]
- 音響効果 - 高橋一郎[1]
- 演出 - 広瀬満[1]、東山充裕[1]、安梨香
- 制作 - NHK（大阪放送局制作）